# De Heviland DH.89 Dragon Rapide
De Heviland DH.89 Dragon Rapid (engl. de Havilland DH.89 Dragon Rapide) je britanski putničko–transportni avion. Umanjeni dvomotorni avion, u odnosu na svoga četvoromotornog prethodnika DH.84 Dragon. Dvokrilac je, razvijen i proizvođen u firmi de engl. Havilland Aircraft Company, u periodu od 1934. do 1945. godine. Prototip mu je poleteo 17. aprila 1934. godine, a proizveden je u 731 primerak.

## Razvoj
Avion De Heviland DH.89 Dragon Rapide, razvijen je iz prethodne varijante, iz ove familije, DH.84 Dragon. Njegov prototip, poleteo je 17. aprila 1934. godine. Struktura mu je izrađena od drveta, trup mu je obložen sa oplatom od šper, a krila sa platnom. Pilotska i putnička kabina predstavljaju jednu celinu. Avion je reprojektovan 1936. godine. Tada je izvršeno modifikacija krila i ta verzija je dobila oznaku DH.89A. Dvomotorni je dvokrilac i prima 8 putnika. Prvobitne verzije su imale motore Gipsi Major sa 96kW (130 KS), a kasnije su imale 6-to cilindrične motore Gipsy Quenn od 75kW (200KS).

## Tehnički opis
Avion De Havilland DH.89 Dragon Rapid je dvomotorni dvokrilac drvene konstrukcije namenjen transportu i prevozu putnika 
Trup aviona je bio pravougaonog poprečnog preseka. Imao je prostranu kabinu sa ravnim zidovima i velikim prozorima. Kabina pilota i putnika predstavlja jednu celinu a razdvaja ih jedan paravan. Pilotska kabina je imala velike staklene površine koje su pilotu pružale izvanredan pregled. Sa svake strane kabine su postojala vrata koja su omogućavala lak ulaz i izlaz putnika u i iz kabine. I putnička kabina je imala takođe velike prozore koji su pružali putnicima lep pogled i uživanje u letu aviona. Noseća konstrukcija aviona je bila drvena a obloga kabine je od drvenog špera. Kabina je bila iznutra izolovana toplotnom i zvučnom izoloacijom i imala je sistem za zagrevanje unutrašnjosti kabine. U putničkoj kabini je bilo postavljeno 6 do 8 sedišta izrađenih od kože, postojala je toalet kabina i prostor za prtljag. Sa spoljne strane aviona, na vrhu nosa bio je postavljen reflektor koji je omogućavao bezbednije sletanje i poletanje pri smanjenoj vidljivosti.
Pogonska grupa: U prve serije ovih aviona su ugrađivani četvorocilindrični linijski vazduhom hlađeni motor De Heviland Gipsi Major sa 96 kW (130 KS) a u kasnijim serijama je ugrađivan šestocilindrični linijski vazduhom hlađeni De Heviland Gipsy Quenn od 149 kW (200 KS).
Na vratilu motora je bila u najvećem broju, pričvršćena dvokraka, vučna, drvena elisa, nepromenljivog koraka. Pored ovih elisa ugrađivane su i elise sa promenljivim korakom kao i metalne elise Fairey X5. Motori su kapotažom bili zaštićeni od negativnih spoljnih uticaja, a sa prednje strane na kapotaži je nalazi otvor za ulazak hladnog vazduha koji je hladio motor.
Krila aviona su drvene konstrukcije sa dve ramenjače presvučena su impregniranim platnom elipsastog oblika sa zaobljenim krajevima. Donja i gornja krila su bila gotovo podudarna što se tiče veličine i oblika a po širini su spadala u kategoriju uskih krila. Donje krilo je smaknuto u odnosu na gornje prema repu aviona. Krilca za upravljanje su se nalazila i na gornjim i donjim krilima. Međusobna veza gornjeg i donjeg krila je bila sa po tri aerodinamički oblikovane metalne upornice sa svake strane a unakrsni zatezači su bili od čelika. 
Na donjim krilima su se nalazile gondole u kojima su bili smešteni motori.  Gondole su i sa gornje i donje srtane upornicama bile vezane za trup aviona. U njima je bilo dosta prostora za smeštaj motora i rezervoara za gorivo.
Stajni trap: U gondolama ispod motora su se nalazile viljuške stajnog trapa koje su nosile gumene točkove sa niskopritisnim gumama. Točkovi se nisu uvlačili u motorske gondole nego su svojom polovinom virile iz kapotaže napravljene od duraluminijumskog lima. Na repu aviona je bio pričvršćen gumeni klavirski točak koji se u toku leta nije uvlačio u trup aviona i predstavljao je treću oslonu tačku avionu na zemlji.

### Varijante aviona De Havilland DH.89 Dragon Rapid
- D.H.89 - Dvomotorna verzija lakog transportnog aviona. Prva proizvodna verzija
- D.H.89A - Poboljšana verzija, opremljen svetlom za sletanje u nosu, modifikovanim vrhovi krila i kabina sa grejanjem.
- D.H.89A Serija 4 - avion sa dva motora de Havilland Gipsy Queen 2, opremljen elisama konstantnog koraka.
- D.H.89A Mk 5 - jedan D.H.89A avion, sa dva Gipsy Queen 3 motora i opremljen sa elisama sa promenljivim korakom.
- D.H.89A Mk 6 - jedan D.H.89A avion opremljen sa Fairey X5 propelerom
- D.H.89M - vojna transportna verzija.
- D.H.89B Dominie Mk I - Radio i navigaciona trenažna verzija.
- D.H.89B Dominie Mk II - Komunikaciona i transportna verzija.

## Operativna upotreba
Jedan poznati incident uključuje upotrebu DH.89 je u julu 1936, kada dva britanska MI6 obaveštajne agencije, Sesil Bebb i major Hju Polard, poleteo Franciska Franka u jednom od Kanarskih ostrva u španskom Maroku, na početku vojne pobune koja počeo Španski građanski rat.
Ukupno je napravljeno 731 primerak ovih aviona, od čega preko 500 za vojne potrebe. U Drugom svetskom ratu avion DH.89 se proizvodio u filijali de Havilanda u Kanadi. Postojalo je 9 varijanti ovog aviona računajući u to i prototip. Varijante se međusobno nisu mnogo razlikovale. Razlike su obično bile u vrsti motora i opremi aviona koja je proizilazila iz namene. Avion je bio namenjen i za civilnu i vojnu upotrebu.
Vojna verzija aviona DH.89 Dragon Rapide je korišćena u Drugom svetskom ratu, u mnogim zemljama sveta. Posle završetka rata, većina ovih vojnih aviona, prerađeni su i koristili su se kao putnički.

### Korišćenje u Jugoslaviji
Aeroput je jedan avion DH.89 Dragon Rapide koristio za vazdušni saobraćaj od 1936. do 1938. godine. Nakon toga je služio za obuku saobraćajnih pilota sve do početka rata, u aprilu 1941. godine. Tada su ga Nemci zarobili, a dalja sudbina mu je nepoznata. Iako je avion bio drvene konstrukcije obložen šperom bio je to veoma izdržljiv i pouzdan, što dokazuje da se nalaze u registrima civilnih aviona u Velikoj Britaniji i u Novom Zelandu i posle 2000-dite godine. U Britanskom registru, 1958. je postojalo 81 primerak, koji su leteli. Nekoliko ih još uvek služi u ponudi za atraktivne letove.
U avionskoj nesreći, 16. juna 1960. godine, poginulo je osam fudbalera danske reprezentacije. Avion danske vazduhoplovne kompanije srušio se, nakon poletanja sa aerodroma u Kopenhagenu.

## Zemlje u kojima je korišćen ovaj avion

### Civilni
| - Australija - Brazil - Kanada - Finska - Island - Indija - Irak - Izrael - Libija | - Malezija - Novi Zeland - Palestina - Paragvaj - Rumunija - Južna Afrika - Švajcarska - Velika Britanija - Jugoslavija |  |

### Vojni
| - Australija - Belgija - Kanada - Finska - Nacistička Nemačka - Iran - Izrael - Litvanija | - Novi Zeland - Portugal - Holandija - Rodezija - Južna Afrika - Španija - Velika Britanija - SAD |  |

## Karakteristike

### Opšte[2]
- Motor - 2 x 200KS 6-to cilindrični de Havilland Gipsy Quenn motor,
- Elise - dvokrake,
- Razmah krila - 14,63 m,
- Površina krila - 31,21 m²,
- Dužina aviona - 10,52 m,
- Visina aviona - 3,12 m,
- Masa praznog aviona - 1 465 kg,
- Masa punog aviona - 2 722 kg,
- Nosivost - 8 putnika,
- Posada - 1 član.

### Performanse[2]
- Maksimalna brzina - 241 km/h
- Putna brzina - 225 km/h,
- Brzina penjanja - 258 m/nin,
- Najveći dolet - 837 km,
- Plafon leta - 4 875 m.

## Napomene
1. ↑   De Heviland DH.89 Dragon Rapide je povezan i za jedan incident, u julu 1936. godine, kada su dva britanska agenta MI6 prevezla Franciska Franka sa Kanarskih ostrva, na početku Španskog građanskog rata.[3]

## Literatura
- 1.Janić.Č. i Simišić.J., Više od letenja - Osam decenija Aeroputa i JAT-a.
- Hamlin, John F. (2003). The De Havilland Dragon Rapide Family. Tunbridge Wells, Kent, UK: Air-Britain (Historians) Ltd. ISBN 978-0-85130-344-4.
- Jackson, A.J (1988). British Civil Aircraft 1919-1972: Volume II. London: Putnam(Conway Maritime Press). ISBN 978-0-85177-813-6.
- Крунић, Чедомир (2010). Цивилно ваздухопловство Краљевине Југославије. књига 1. Београд: Ч.Крунић. стр. 394. ISBN 978-86-901623-3-8.
- Oštrić, Šime (1991). „Transportna grupa”. Aeromagazin (на језику: (језик: српски)). Beograd: BB Soft. specijal: 29. ISSN 1450-6068.

## Spoljašnje veze
- http://vazduhoplovnetradicijesrbije.rs/index.php/istorija/de-hevilland-dh-89-dragon-rapid
- RAF Museum collection by type
- List of aircraft types and details